# Bundeshandelsakademie Eisenerz
Die Bundeshandelsakademie Eisenerz ist eine berufsbildende, kaufmännische höhere Schule in Eisenerz. Sie ist die erste und bislang einzige Handelsakademie im Bezirk Leoben.
Die Schule wird derzeit von circa 140 Schülern besucht, hat 7 Klassen, die von 20 Lehrern unterrichtet werden. Direktor und Leiter der Schule ist Wilfried Fürbaß, sein Stellvertreter und Administrator der Schule ist Martin Koch.

## Geschichte

### Städtische Handelsschule
Am 14. Dezember 1971 beschloss der Schulausschuss der Stadt Eisenerz einstimmig, dem Gemeinderat die Gründung einer 3-jährigen Handelsschule für Knaben und Mädchen zu empfehlen. Das Internat „Schloss Leopoldstein“, das auch auswärtigen Schüler die Möglichkeit bietet, die Schule in Eisenerz zu besuchen, war ein zusätzlicher Pluspunkt und so fasste der Eisenerzer Gemeinderat am 22. März 1972 den einstimmigen Beschluss, eine dreijährige Handelsschule zu eröffnen. Das erste Schuljahr begann am 12. September 1972. Gründer und Leiter der Schule bis Juli 2000 war Walter Kohlmaier, welcher auch als Bürgermeister von Eisenerz die Gründung und Weiterentwicklung der kaufmännischen Schulen in Eisenerz förderte.
Ab dem Schuljahr 1983/84 konnten Handelsschulabsolventen die Matura ablegen und damit die Hochschulreife erwerben.

### Bundeshandelsschule

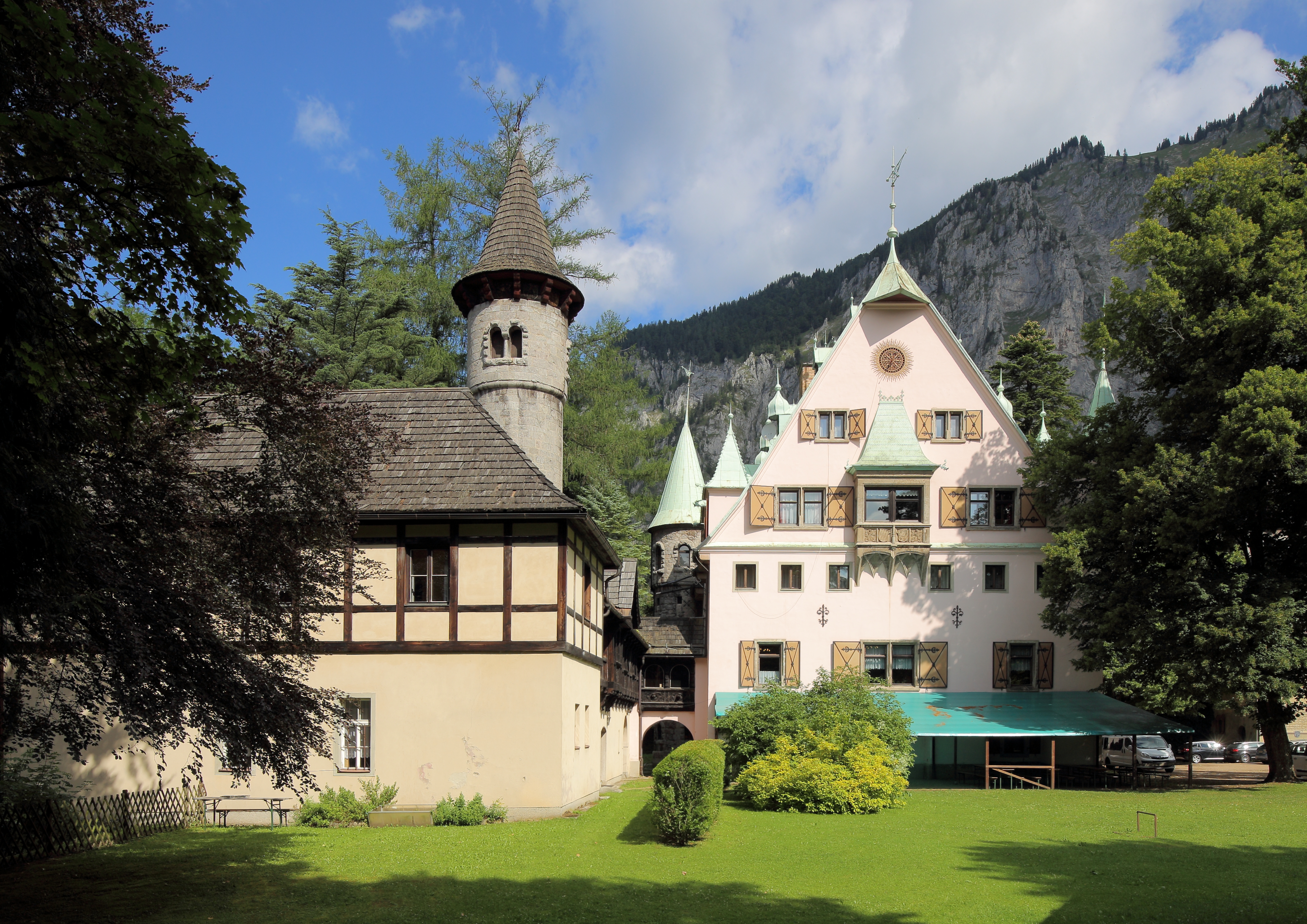
Internat im Schloss Leopoldstein

Mit dem Beginn des Schuljahres 1990/91 übernahm der Bund die Schule.
Nachdem bereits Anfang 1984 ein Raum- und Funktionsprogramm für einen Alt- und Zubau beim Bundesoberstufenrealgymnasium und der Bundeshandelsakademie Eisenerz erstellt wurde, indem vorerst für ein „Schulzentrum Münichthal“ eine Klassenzahl von 18, eine Schülerzahl von ca. 500 und eine Lehrerzahl von 45 angenommen wurde, erging in diesem Zusammenhang das Ansuchen zur Planung des Bauvorhabens an das zuständige Bundesministerium für Bauten und Technik. 105 Mio. Schilling (ca. 8 Mio. Euro) waren für die Realisierung des Neubaus im Rahmen der so genannten „Obersteiermark-Initiative“ budgetiert und mit der Fertigstellung konnte ab 1991 gerechnet werden.
Im Schuljahr 1990/91 startete das einzigartige Schulmodell, das neben der Matura die Ausbildung zum Facharbeiter ermöglicht. Die Lehrausbildung findet am Nachmittag im Jugend- und Erwachsenenbildungszentrum statt. 1992 wurde der Schulneubau bezogen.
Lehrer, Schüler und Eltern entschieden sich 1992/93 für die Schwerpunkte Tourismus und EDV.
Ab 1995/1996 konnten nun Schüler mit dem anerkannten Diplom „MS-Office-Manager“ abschließen, diese Ausbildung erfolgte in Zusammenarbeit mit dem bfi-Leoben und umfasste die MS-Office-Programme und Bildbearbeitung auf Advanced-Level und war steiermarkweit eine der ersten Kooperationen mit außerschulischen Bildungsinstitutionen. Die nachfolgende NET- und WEB Ausbildung löste diese Qualifizierung ab.

## Die Bundeshandelsakademie
Mit dem Schuljahr 1998/99 wurde der erste Jahrgang einer fünfjährigen Handelsakademie eröffnet. Die Schullaufbahn zur Matura (3 Jahre Handelsschule und 3 Jahre Aufbaulehrgang) wurde somit auf 5 Jahre verkürzt.
Im Schuljahr 2000/2001 leitete Edda Gröger die Schule. Anschließend übernahm Wilfried Fürbaß die Schule. Eine seiner ersten Initiativen im Zusammenhang mit der Qualifizierung der Schüler stellte die Einführung der Net- und Webausbildung dar – vorerst als Freigegenstand, dann als Fachrichtung IT-HAK (Informationstechnologie).
Die Handelsakademie (HAK) ist eine berufsbildende höhere Schule (BHS) in Österreich, mit Schwerpunkt kaufmännische und betriebswirtschaftliche Ausbildung. Handelsakademien gehören zu den österreichischen Schulen, die nach fünf Jahren mit der Reife- und Diplomprüfung abschließen. Die positiv abgelegte Reife- und Diplomprüfung der Handelsakademie berechtigt zum Studieren an: Kollegs, Akademien, Fachhochschulen, Hochschulen und Universitäten. Außerdem eröffnet der Abschluss den Zugang zu folgenden Tätigkeitsfeldern:
- Mitarbeiter oder Unternehmer in Tätigkeitsbereichen in verschiedenen Zweigen der Wirtschaft und der Verwaltung auf mittlerer und höherer kaufmännischer und administrativer Ebene.
- Selbstständige Ausübung reglementierter Berufe.

Je nach gewählter Fachrichtung bzw. nach Ausbildungsschwerpunkt treten weitere fachspezifische Tätigkeitsfelder hinzu.
Der erfolgreiche Abschluss der Handelsakademie ersetzt die Unternehmerprüfung und gilt als Nachweis einer mit einer facheinschlägigen Lehrabschlussprüfung abgeschlossenen beruflichen Ausbildung (z. B. Bürokaufmann, Großhandelskaufmann, Einzelhandelskaufmann, Industriekaufmann).

### Schwerpunkte der Bundeshandelsakademie
Informationstechnologie
Im Zweig  Informationstechnologie werden Webdesign, Webprogrammieren, Programmieren, Netzwerktechnik und Multimedia unterrichtet.
- Laptopklassen ab dem dritten Jahrgang
- SAP-Ausbildung
- BFI-Zertifikat aus Net & Web

HAK – Ausbildungsschwerpunkt Tourismus und Sprachen
- Internationale Sprachenzertifikate
- Vertiefender Fremdsprachenunterricht
- Eventmanagement
- Internationale Kulinarik
- Business Behaviour

Techno-HAK – Lehre und Matura
In diesem in Österreich einzigartigen Schulmodell haben die Schüler die Möglichkeit, neben der Matura eine Lehrausbildung zu absolvieren. Zur Auswahl stehen die Berufe: Mechatroniker/in und Tischler/in. Die Lehrberufsausbildung erfolgt einmal pro Woche am Jugend- und Erwachsenenbildungszentrum (JEB) in Eisenerz. Nach der Matura erfolgt die Lehrabschlussprüfung aus dem gewählten Beruf.